# Кузьминка (историко-природный комплекс)
Кузьминка — историко-природный комплекс в посёлке Ильинский, Пермский край. Лесопарк был заложен главным лесничим Пермского Строгановского майората А. Е. Теплоуховым около 1848 года на окраине села Ильинское в Козминском логу. В настоящее время из древесных посадок сохранились лишь ряды сосны (Pinus sylvestris) и ели (Picea obovata), аллеи лиственницы (Larix sibirica) и отдельные деревья из рядовых посадок. Отмечено около 250-300 видов сосудистых растений, в том числе такие редкие как лилия кудреватая (Lilium pilosiusculum), лещина обыкновенная (Corylus avellana). Средняя высота древесного яруса лиственницы сибирской 30—33 м.